# 進雄神社 (豊橋市)
進雄神社（すさのお じんじゃ）は、愛知県豊橋市南栄町にある神社（進雄神社）。

## 由緒
元禄11年（1698年）森田新田の開発がなり、その鎮守として高師村字東浦十番地に一社を建立して牛頭天王を奉斎、明治3年、神社制度の改正にあたり、進雄命を祭神と仰ぎ、進雄神社と改め、村社に列せられる。
明治41年（1908年）、第15師団の設置にあたり境内地はその用地として買収される。ために字東浦7番地に遷祀（せんし）。また、大正8年（1919年）には火薬庫築造による危険の回避に迫られ、南栄町（この頃は栄町と呼称していた模様）と地元集落の北山との談合の結果、現在地に遷座し奉ることになった。
昭和40年（1965年）、南栄町公民館の収益を主財源として羽田八幡宮の旧拝殿を移築、それを機に栄生町・東栄町・新空池町・曙町が氏子として加入したが、後に曙町は脱退。また昭和60年（1985年）学区変更により南栄町より分離した新草間町が加入したが、平成13年（2001年）に脱退し、現在は四町の氏神として多くの人々の崇敬を聚めている。

## 境内社（末社）
- 秋葉神社 - 祭神：火産霊神、大祭日：11月第3日曜
- 空池天満宮（からいけ てんまんぐう） - 祭神：菅原道真、祭日：1月第2日曜日　南栄町に敬神の念の厚い篤志者あり。天満宮奉斎の費用の奉納を遺言される。氏子相諮り「学問の神」として御祭神の御遺徳により受験生はもとより、学業を志す人々の拠り所となることを念じ、平成3年（1991年）2月21日に、太宰府天満宮（福岡県）より御分霊を拝受し、ここに遷座し奉った。

## アクセス
- 豊橋鉄道渥美線 南栄駅